# Coppa Italia di Serie A2 2011-2012 (calcio a 5)
La Coppa Italia di Serie A2 2011-2012, giunta alla sua tredicesima edizione si è svolta presso il PalaFiera di Pesaro dal 1º al 4 marzo del 2012, ed ha visto la vittoria della Cogianco Genzano.
Le squadre qualificate per la final eight di Coppa Italia, al termine del girone d'andata (ovvero le prime quattro classificate) del campionato 2011/12 sono:
| Girone A | Girone A        | Girone B | Girone B         |
| 1        | Cagliari        | 1        | Cogianco         |
| 2        | Verona          | 2        | Canottieri Lazio |
| 3        | Belluno         | 3        | Regalbuto        |
| 4        | Loreto Aprutino | 4        | Napoli Ma.Ma.    |

## Formula
Le prime quattro classificate dopo il girone di andata dei due gironi si affrontano, in una gara unica, nei quarti di finale, decisi da sorteggio. Le vincenti accedono alla semifinale e poi in finale, anch'esse in gara unica. La vincitrice della finale si aggiudica il trofeo.
In caso di parità al termine dei quaranta minuti regolamentari, si svolgeranno due tempi supplementari di 5 minuti ciascuno. In caso di ulteriore parità la vittoria si assegnerà dopo i calci di rigore.

### Sorteggio
Il sorteggio è stato effettuato presso la Sala Rossa del Comune di Pesaro, alle 11.30 di mercoledì 22 febbraio. Le squadre, piazzatesi nei primi quattro posti dei due gironi al termine del girone di andata, saranno divise in quattro urne:
- Urna 1: Nautica Store Cagliari, Verona (squadre classificatesi dal 1º al 2º posto Girone A)
- Urna 2: Regalbuto, Napoli Ma.Ma. (squadre classificatesi dal 3º al 4º posto Girone B)
- Urna 3: Cogianco Genzano, Canottieri Lazio Acqua Claudia (squadre classificatesi dal 1º al 2º posto Girone B)
- Urna 4: Kiwi Sport Canottieri Belluno, Tubi spa Loreto (squadre classificatesi dal 3º al 4º posto Girone A)

## Tabellone
|  | Quarti di finale | Quarti di finale | Quarti di finale |                  |           | Semifinali | Semifinali | Semifinali |  |  | Finale | Finale | Finale |  |
|  |                  |                  |                  |                  |           |            |            |            |  |  |        |        |        |  |
|  | Cogianco         | Cogianco         | 5                |                  |           |            |            |            |  |  |        |        |        |  |
|  | Cogianco         | Cogianco         | 5                |                  |           |            |            |            |  |  |        |        |        |  |
|  | Belluno          | Belluno          | 0                |                  |           |            |            |            |  |  |        |        |        |  |
|  | Belluno          | Belluno          | 0                |                  | Cogianco  | Cogianco   | 6          |            |  |  |        |        |        |  |
|  |                  |                  |                  |                  | Cogianco  | Cogianco   | 6          |            |  |  |        |        |        |  |
|  |                  |                  | Canottieri Lazio | Canottieri Lazio | 3         |            |            |            |  |  |        |        |        |  |
|  | Canottieri Lazio | Canottieri Lazio | Canottieri Lazio | Canottieri Lazio | 3         | 5          |            |            |  |  |        |        |        |  |
|  | Canottieri Lazio | Canottieri Lazio |                  |                  |           |            |            |            |  |  |        |        |        |  |
|  | Loreto Aprutino  | Loreto Aprutino  | 1                |                  |           |            |            |            |  |  |        |        |        |  |
|  | Loreto Aprutino  | Loreto Aprutino  | 1                |                  | Cogianco  | Cogianco   | 4          |            |  |  |        |        |        |  |
|  |                  |                  |                  |                  |           |            |            |            |  |  |        |        |        |  |
|  |                  |                  | Cagliari         | Cagliari         | 2         |            |            |            |  |  |        |        |        |  |
|  | Verona           | Verona           | Cagliari         | Cagliari         | 2         | 2(6)       |            |            |  |  |        |        |        |  |
|  | Verona           | Verona           |                  |                  |           |            |            |            |  |  |        |        |        |  |
|  | Regalbuto (dcr)  | Regalbuto (dcr)  | 2(7)             |                  |           |            |            |            |  |  |        |        |        |  |
|  | Regalbuto (dcr)  | Regalbuto (dcr)  | 2(7)             |                  | Regalbuto | Regalbuto  | 1(3)       |            |  |  |        |        |        |  |
|  |                  |                  |                  |                  | Regalbuto | Regalbuto  | 1(3)       |            |  |  |        |        |        |  |
|  |                  |                  | Cagliari (dcr)   | Cagliari (dcr)   | 1(4)      |            |            |            |  |  |        |        |        |  |
|  | Cagliari (dcr)   | Cagliari (dcr)   | Cagliari (dcr)   | Cagliari (dcr)   | 1(4)      | 1(9)       |            |            |  |  |        |        |        |  |
|  | Cagliari (dcr)   | Cagliari (dcr)   |                  |                  |           |            |            |            |  |  |        |        |        |  |
|  | Napoli Ma.Ma.    | Napoli Ma.Ma.    | 1(8)             |                  |           |            |            |            |  |  |        |        |        |  |

## Risultati

### Quarti di finale
| Arbitri: | Luigi Limone (Avellino) Antonino Tupone (Lanciano)  |
| Crono:   | Giovanni Vitolo Ferraioli (Castellammare di Stabia) |

|                                                                     |           |  |
| Almir 7'29’’ Crema 31'45’’ Romano 34'21’’ Paulinho 37'04’’, 37'40’’ | Marcatori |  |

| Arbitri: | Vincenzo Giannantonio (Campobasso) Carlo Adilardi (Collegno) |
| Crono:   | Riccardo Davì (Bologna)                                      |

|                                                                     |           |                   |
| Velázquez 5'10’’, 38'17’’, 39'46’’ E. Ayala 30'34’’ Goldoni 35'25’’ | Marcatori | 20'14’’ Bordignon |

| Arbitri: | Filippo Ragalà (Bologna) Alessandro Ferrari (Legnano) |
| Crono:   | Daniele Fratangeli (Frosinone)                        |

|                                                   |                      |                                                    |
| Fedele 35'19’ Otero 38'26’                        | Marcatori            | 6'09’’ Sasso 9'25’’ Dalle Molle                    |
| Pedrinho Cecchini Anzolin Tres Otero Fedele Moris | Tiri di rigore 6 – 7 | Sasso Dalle Molle Santin Emer Gomes De Lucia Milio |

| Arbitri: | Filippo Vidotto (San Donà di Piave) Elio Greborio (Palermo) |
| Crono:   | Gaspare Maurici (Prato)                                     |

|                                                                                          |                      |                                                                                          |
| Cavalli 27'28’’                                                                          | Marcatori            | 23'48’’ Costa                                                                            |
| Massa Sartori Zancanaro Lastrucci Ruggiu Taborda Cavalli Barbarossa Arrais Ruzzu Marimon | Tiri di rigore 9 – 8 | Aguiar Costa Engler Guerra Gigliofiorito Batata Alban Matheus Madonna Forgiarini Granata |

### Semifinali
| Arbitri: | Gennaro Luca De Falco (Catanzaro) Luca Rutigliano (Bari) |
| Crono:   | Vincenzo Tafuro (Brindisi)                               |

|                                                                                 |           |                                    |
| Teixeira 1'34’’, 9'24’’ Romano 4'43’’ Grana 18'48’’, 39'51’’ De Nichile 27'19’’ | Marcatori | 23'51’’, 37'28’’, 37'49’’ G. Ayala |

| Arbitri: | Jacopo Stragapede (Roma 1) Francesco Cirillo (Rovereto) |
| Crono:   | Davide Lampedecchia (Roma 2)                            |

|                                           |                      |                                                    |
| Gomes 17'10’’                             | Marcatori            | 25'45’’ Zancanaro                                  |
| Sasso Dalle Molle Santin Emer Gomes Milio | Tiri di rigore 3 – 4 | Massa Sartori Cavalli Zancanaro Taborda Barbarossa |

### Finale
| Arbitri: | Rocco De Francesco (Bari) Andrea Sabatini (Bologna) Gianluca Mastri (Jesi) |
| Crono:   | Nicola Maria Manzione (Salerno)                                            |

| |            | |
| Grana 12'21’’ Rescia 12'54’’ Crema 19'36’ Teixeira 39'47’’ | Marcatori  | 6'33’’, 24’ Lastrucci |
| · Luca Leofreddi · Fernando Grana · Maximiliano Rescia · Manoel Crema · Rodrigo Teixeira · Giuseppe Mentasti · Sergio Romano · Paulinho · Daniel De Nichile · Matteo Cucchi · Almir Rodrigues · Leonardo Del Ferraro | Formazioni | · Luis Marimon · Márcio Zancanaro · Lucas Massa · Andrea Barbarossa · Pablo Taborda · Giacomo Ruzzu · Everton Sartori · Andrea Manunza · Matteo Arrais · Raphael Lastrucci · Luca Ruggiu · Mirko Murru |
| Alessio Musti | Allenatori | Carlos Cesar Núñez |